# Ahmad Bahrami
Ahmad Bahrami es un director de cine de Irán.

## Primeros años
Ahmed Bahrami estudió dirección cinematográfica en la Universidad de Soura. Ha dirigido varios cortometrajes y varias series documentales de televisión, además de dirigir dos telefilmes, "Payanik Rouya" y "Tunnel" para el canal Ik Sima, siendo su primer largometraje, "Panah", candidato al premio especial del Mediterráneo Festival Ken se convirtió.Su segunda película, Silent Plain, ganó el título de mejor película en la sección Horizons del 77.º Festival Internacional de Cine de Venecia.

## Filmografía

### Largometraje
- La tierra baldía - 2020[1][2]